# Ermal Fejzullahu
Ermal Fejzullahu (Pristina, 23 agosto 1987) è un cantante kosovaro.

## Biografia
Iniziò la sua carriera da cantante partecipando a dei festival dall'età di sei anni. Suo padre, Sabri Fejzullahu (un altro cantante kosovaro), l'ha aiutato ad entrare nel mondo della musica, portandolo anche al successo.

## Discografia
- Për një dashuri (2005)
- Pse më ike (2006)
- Veç ty nuk të kam (2007)
- Ti prit edhe pak (2008)
- Krejt po sillet (2009)
- Për disponimin tuaj (2011)